# Ferenc Szusza
Ferenc Szusza (ur. 1 grudnia 1923 w Budapeszcie, zm. 1 sierpnia 2006 tamże) – węgierski piłkarz i trener.
W węgierskiej ekstraklasie, w latach 1941–1960, rozegrał w barwach Újpestu 463 mecze i strzelił 393 bramki. Zdobył ze stołecznym klubem cztery razy tytuł mistrza Węgier. Od 2003 stadion Ujpestu nosi jego imię.
W reprezentacji wystąpił w 24 spotkaniach, w których uzyskał 18 goli.
Jako trener prowadził między innymi zespół Górnika Zabrze, Real Betis i Atlético Madryt.